# Jean-Marie-Georges Girard, barone di Soubeyran-Raynaud
Jean-Marie-Georges Girard, barone di Soubeyran-Raynaud (Parigi, 3 novembre 1828 – Parigi, 2 febbraio 1897), è stato un politico, banchiere e dirigente d'azienda francese.

## Biografia
Jean-Marie-Georges Girard era figlio di Louis-Frédéric-Guillaume Girard, barone di Soubeyran-Raynaud, esattore generale delle finanze attivo a Nancy, e di Joséphine-Hortense Savary, figlia di Anne Jean Marie René Savary, duca di Rovigo, generale napoleonico, ministro della Polizia generale del Primo Impero Francese. Nel 1849, dopo avere studiato legge,  Girard entrò al Ministero dell'economia e delle finanze, e già nel 1853 fu nominato cavaliere della Legion d'Onore. L'anno successivo divenne capo del personale e di gabinetto del Ministre d'État, Achille Fould.
Dopo essere stato elevato al grado di ufficiale della Legion d'Onore, nel 1860 fu nominato vice-governatore del Crédit foncier de France. Sempre nel 1860 divenne sindaco di Morthemer, dopo avere tentato la carriera politica come consigliere generale del Cantone di Saint-Julien-l'Ars (1855-1892). A partire dal 1863, e fino al 1870, fu anche membro del Corpo legislativo francese.
Il 14 ottobre 1864 sposò Marie-Marguerite de Beaupoil di Saint-Aulaire, figlia del deputato Joseph-Louis-Camille de Beaupoil, conte di Saint-Aulaire. Tra il 1863 e il 1893 fu eletto ripetutamente deputato del dipartimento francese della Vienne. Alle elezioni del 1871 fu nominato membro dell'Assemblea nazionale, dove appoggiò Adolphe Thiers, schierandosi con la destra conservatrice. Fece parte inoltre della commissione di bilancio della stessa Assemblea. Girard era famoso soprattutto per la sua abilità in campo finanziario. Per questo, nel 1876 Léon Gambetta, dopo essere stato eletto presidente della suddetta commissione, lo contattò per chiedergli alcuni consigli.
Come membro del centro-destra, voto contrò la Guerra franco-prussiana del 1870, ma, in seguito alla caduta del Secondo Impero, decise di farsi da parte ed acquistò il quotidiano Le Soir, fondato nel 1869. Ciò avvenne nel corso del 1873, poco prima della scomparsa dell' ex-proprietario, il banchiere Louis Moses (Merton), avvenuta nel gennaio 1874. Con l'arrivo di Girard, il quotidiano assunse una linea editoriale conservatrice.  Più tardi Le Soir verrà venduto al magnate Alfred Edwards.
Tra il 1874 e il 1879 Girard fu vice-presidente della Commissione nazionale per i monumenti storici.  Rieletto deputato nel 1877 dopo lo scioglimento della camera, sedette accanto ai bonapartisti, votando spesso contro le iniziative dei successivi governi della Terza Repubblica, in particolare i provvedimenti che riguardavano questioni economiche e coloniali.  Nel 1878 fu sollevato dal suo incarico presso il Crédit foncier de France, e questo lo portò a concentrare i propri affari altrove, specialmente nella cava di Normandoux, presso Tercé, paese dove sin dal 1869 possedeva anche un maniero. 
In seguito fondò la Banque d'Escompte de Paris, così come numerose altre compagnie finanziarie e assicurative, tra cui La Foncière, una compagnia assicurativa che nel 1879 giunse anche in Italia assumendo il nome di La Fondiaria - Compagnia italiana di assicurazioni a premio fisso contro l'incendio. Tra il 1881 e il 1890, dopo avere ristrutturato il castello e la chiesa di Morthemer, Girard divenne direttore dell'ippodromo di Saint-Georges, nei pressi di Moulins, da lui acquistato insieme al viceconte Emmanuel d'Harcourt e al duca di Castries.
Ma nel febbraio 1894, a seguito di alcune irregolarità, il Tribunale del Commercio della Senna decretò la bancarotta del Banque d'Escompte de Paris, il che portò all'arresto Jean-Marie-Georges. Dopo essere stato liberato, Girard subì la liquidazione di tutti i suoi beni. Ciò causò dapprima la sua caduta in rovina e, tre anni dopo, la sua morte.